# Cats (Germània)
Els cats o cates (en llatí Chatti o també Catti, en grec antic Χάττοι) eren una de les grans tribus de Germània, que van substituir en l'hegemonia del territori als queruscs, quan aquests van decaure en la seva influència.
El seu nom es conserva en la ciutat de Hessen. Segons Plini el Vell, eren inicialment un dels grups dels hermions, i Juli Cèsar diu que eren una tribu dels sueus a la meitat del segle i aC. Tàcit en parla de manera molt explícita, i diu que cap altra tribu germànica va viure al mateix territori tant de temps com els cats.
Comencen a ser mencionats com un poble bel·licós i important durant les expedicions que va fer a Germània Drus el Vell, on van tenir èxit en les batalles contra els romans i contra els queruscs, els seus enemics mortals. Els romans van obtenir diverses victòries sobre ells i Germànic en va destruir la capital, Màtium, però no els va poder sotmetre mai del tot. Durant la guerra de Roma contra els marcomans, els cats van fer expedicions a la Germània Superior i a Rètia. Encara se'ls esmenta durant tot el segle iv, època en què es van unir als francs.
Els bataus i els matíacs eren probablement un grup dels cats que van emigrar a la Gàl·lia. Els cennis (Κέννοι), que van lluitar contra Roma en temps de Caracal·la, podrien ser els cats amb un altre nom. però és dubtós.

## Cabdills
- Adgandestri
- Actumer